# 三氧化铀
三氧化铀(UO3)是铀的六价氧化物，可以通过在400℃灼烧硝酸铀酰得到。它的最常见的晶型是γ-UO3，为橙黄色粉末。

## 化学性质
三氧化铀是一种两性氧化物，它在溶液中以UO2 2+或U2O7 2-存在。离子方程式：
当UO3表现碱性时：UO3+2H+ = UO2 2+ H2O
UO3表现酸性时：2UO3+2OH- =U2O7 2- + H20
三氧化铀可以在400℃和二氟二氯甲烷反应，产生氯气、光气、二氧化碳和四氟化铀；它和三氯氟甲烷反应生成的不是二氧化碳，而是四氯化碳。
2 CF2Cl2 + UO3 → UF4 + CO2 + COCl2 + Cl2
4 CFCl3 + UO3 → UF4 + 3 COCl2 + CCl4 + Cl2
三氧化铀在超声波作用下可以溶于在磷酸三丁酯和噻吩甲酰三氟丙酮的超临界二氧化碳混合溶液中。